# SN 1991ar
SN 1991ar – supernowa typu Ib odkryta 2 września 1991 roku w galaktyce IC 49. W momencie odkrycia miała maksymalną jasność 17,00m.